# Isumi
Isumi (いすみ市, Isumi-shi) est une ville située dans la préfecture de Chiba, au Japon.

## Géographie

Situation d'Isumi dans la préfecture de Chiba.

### Localisation
Isumi est située à l'est de la péninsule de Bōsō, au bord de l'océan Pacifique. 

### Démographie
En novembre 2020, la population d'Isumi s'élevait à 37 206 habitants, répartis sur une superficie de 157,50 km2.

## Histoire
La ville d'Isumi a été fondée le 5 décembre 2005, par fusion des bourgs d'Isumi (夷隅町, Isumi-machi), Misaki et Ōhara (district d'Isumi).

## Culture locale et patrimoine
- Kiyomizu-dera

## Transports
La ville est desservie par la ligne Sotobō de la JR East et la ligne Isumi de la compagnie Isumi Railway.

## Jumelage
Isumi est jumelée avec :
- Duluth (États-Unis)
- Woburn (États-Unis)
- Waupun (États-Unis)